# دیوید آ. هافمن
دیوید آلبرت هافمن (به انگلیسی: David A. Huffman) (۹ اوت ۱۹۲۵ –۷ اکتبر ۱۹۹۹) یک دانشمند آمریکایی در زمینه علوم کامپیوتر بود که بیشتر شهرتش به دلیل ابداع کدگذاری هافمن بود. وی همچنین یکی از پیشگامان در زمینه اوریگامی ریاضی بوده است.

## تحصیلات
هافمن در سال ۱۹۴۴ لیسانس خود را در رشته مهندسی برق از دانشگاه ایالتی اوهایو اخذ کرد. سپس، او دو سال به عنوان افسر در نیروی دریایی ایالات متحده خدمت کرد. وی برای دریافت مدرک کارشناسی ارشد خود در رشته مهندسی برق در سال ۱۹۴۹ به ایالت اوهایو بازگشت. در سال ۱۹۵۳، او مدرک دکترای علوم خود را در رشته مهندسی برق در موسسه تکنولوژی ماساچوست (MIT)، با عنوان پایان‌نامه سنتز متوالی مدارات سوئیچینگ اخذ نمود.